# Мухамедьярово
Мухамедьярово — село в Кувандыкском городском округе Оренбургской области.

## География
Находится на левом берегу Сакмары на расстоянии примерно 25 километров по прямой на запад от окружного центра города Кувандык.

## Климат
Климат умеренно континентальный. Времена года выражены чётко. Среднегодовая температура по району изменяется от +4,0 °C до +4,8 °C. Самый холодный месяц года — январь, среднемесячная температура около −20,5…−35 °C. Атмосферных осадков за год выпадает от 300 до 450—550 мм, причём большая часть приходится на весенне-летний период (около 70 %). Снежный покров довольно устойчив, продолжительность его, в среднем, 150 дней.

## История
В преданиях рассказывается, что предки мухамедьяровцев — татары, пришедшие с Поволжья, первоначально заняли территорию, на которой ныне находится посёлок Индустрия. Эти земли они арендовали у башкир села Зиянчурино и деревни Башкирское Канчерово. Возникшее селение назвали Микита (Микета): по имени русского — хозяина мельницы Никиты. После истечения срока аренды татары не пожелали покинуть эти места, в итоге произошла междоусобица. По решению правительства татары были расселены по башкирским деревням. И только благодаря хлопотам старца по фамилии Мухамедьяров удалось добиться в 1826 году отведения земельных угодий и воссоединения односельчан. Село было поставлено уже на новом, нынешнем месте. В списках 1901 года деревня Мухаметдиярова.. До 2016 года село было центром Мухамедьяровского сельсовета Кувандыкского района, после реорганизации этих муниципальных образований в составе Кувандыкского городского округа.

## Население
Постоянное население составляло 506 человек в 2002 году (татары — 95 %), 432 в 2010 году.